# Repesca AFC-Concacaf por la clasificación para la Copa Mundial de Fútbol de 2018
La Repesca entre AFC y Concacaf por la clasificación para la Copa Mundial de Fútbol de 2018 se desarrolló en dos partidos, de ida y vuelta, entre Australia, que ganó la cuarta ronda de la clasificatoria asiática de 2018 y Honduras, que ocupó el cuarto lugar del hexagonal final de la Concacaf.
Los partidos se disputaron el 10 y 15 de noviembre de 2017.

## Antecedentes
Esta fue la primera repesca intercontinental para Australia, desde que participa en las clasificatorias de la AFC. Dado que antes del año 2006 estuvo afiliado a la OFC y en ese periodo participó en seis repescas, en donde solo una vez obtuvo la clasificación (para el mundial de Alemania 2006). Haciendo un total de 7 participaciones en esta instancia.
Fue también, el primer repechaje intercontinental para Honduras.

## Partidos

### Ida

| 22         | POR        | Donis Escober      |     |
| 21         | DEF        | Brayan Beckeles    |     |
| 23         | DEF        | Johnny Palacios    |     |
| 3          | DEF        | Henry Figueroa     |     |
| 7          | DEF        | Emilio Izaguirre   |     |
| 20         | MED        | Jorge Claros       |     |
| 8          | MED        | Alfredo Mejía      |     |
| 16         | MED        | Luis Alfredo López | 66' |
| 12         | MED        | Romell Quioto      |     |
| 9          | DEL        | Anthony Lozano     | 73' |
| 11         | DEL        | Ovidio Lanza       | 60' |
| Entrenador | Entrenador | Jorge Luis Pinto   |     |

| 1          | POR        | Mathew Ryan      |     |
| 6          | DEF        | Matthew Jurman   |     |
| 20         | DEF        | Trent Sainsbury  |     |
| 8          | DEF        | Bailey Wright    |     |
| 7          | DEF        | Josh Risdon      | 84' |
| 15         | MED        | Mile Jedinak     |     |
| 21         | MED        | Massimo Luongo   |     |
| 16         | MED        | Aziz Behich      |     |
| 22         | DEL        | Jackson Irvine   | 74' |
| 9          | DEL        | Tomi Juric       | 89' |
| 13         | DEL        | Aaron Mooy       |     |
| Entrenador | Entrenador | Ange Postecoglou |     |

| 17 | MED | Michaell Chirinos | 60' |
| 10 | MED | Mario Martínez    | 66' |
| 13 | DEL | Carlo Costly      | 73' |

| 23 | MED | Tom Rogic         | 74' |
| 2  | DEF | Milos Degenek     | 84' |
| 17 | DEL | Nikita Rukavytsya | 89' |

| Amonestado | 19'   | Brayan Beckeles |
| Amonestado | 37    | Johnny Palacios |
| Amonestado | 78    | Jorge Claros    |
| Amonestado | 90'+3 | Mario Martínez  |

| Amonestado | 39' | Josh Ridson     |
| Amonestado | 47' | Mathew Jurman   |
| Amonestado | 48' | Trent Sainsbury |
| Amonestado | 87' | Massimo Luongo  |

| Árbitro             | Daniele Orsato     |
| Árbitros asistentes | Lorenzo Manganelli |
| Árbitros asistentes | Riccardo di Fiore  |
| Cuarto árbitro      | Paolo Tagliavento  |

| 22         | POR        | Donis Escober      |     |
| 21         | DEF        | Brayan Beckeles    |     |
| 23         | DEF        | Johnny Palacios    |     |
| 3          | DEF        | Henry Figueroa     |     |
| 7          | DEF        | Emilio Izaguirre   |     |
| 20         | MED        | Jorge Claros       |     |
| 8          | MED        | Alfredo Mejía      |     |
| 16         | MED        | Luis Alfredo López | 66' |
| 12         | MED        | Romell Quioto      |     |
| 9          | DEL        | Anthony Lozano     | 73' |
| 11         | DEL        | Ovidio Lanza       | 60' |
| Entrenador | Entrenador | Jorge Luis Pinto   |     |

| 1          | POR        | Mathew Ryan      |     |
| 6          | DEF        | Matthew Jurman   |     |
| 20         | DEF        | Trent Sainsbury  |     |
| 8          | DEF        | Bailey Wright    |     |
| 7          | DEF        | Josh Risdon      | 84' |
| 15         | MED        | Mile Jedinak     |     |
| 21         | MED        | Massimo Luongo   |     |
| 16         | MED        | Aziz Behich      |     |
| 22         | DEL        | Jackson Irvine   | 74' |
| 9          | DEL        | Tomi Juric       | 89' |
| 13         | DEL        | Aaron Mooy       |     |
| Entrenador | Entrenador | Ange Postecoglou |     |

| 17 | MED | Michaell Chirinos | 60' |
| 10 | MED | Mario Martínez    | 66' |
| 13 | DEL | Carlo Costly      | 73' |

| 23 | MED | Tom Rogic         | 74' |
| 2  | DEF | Milos Degenek     | 84' |
| 17 | DEL | Nikita Rukavytsya | 89' |

| Amonestado | 19'   | Brayan Beckeles |
| Amonestado | 37    | Johnny Palacios |
| Amonestado | 78    | Jorge Claros    |
| Amonestado | 90'+3 | Mario Martínez  |

| Amonestado | 39' | Josh Ridson     |
| Amonestado | 47' | Mathew Jurman   |
| Amonestado | 48' | Trent Sainsbury |
| Amonestado | 87' | Massimo Luongo  |

| Árbitro             | Daniele Orsato     |
| Árbitros asistentes | Lorenzo Manganelli |
| Árbitros asistentes | Riccardo di Fiore  |
| Cuarto árbitro      | Paolo Tagliavento  |

### Vuelta

| 1          | POR        | Mathew Ryan      |     |
| 8          | DEF        | Bailey Wright    |     |
| 20         | DEF        | Trent Sainsbury  |     |
| 6          | DEF        | Matthew Jurman   |     |
| 15         | MED        | Mile Jedinak     |     |
| 5          | MED        | Mark Milligan    | 89' |
| 13         | MED        | Aaron Mooy       |     |
| 23         | MED        | Tom Rogic        | 77' |
| 7          | MED        | Mathew Leckie    |     |
| 16         | MED        | Aziz Behich      |     |
| 4          | DEL        | Tim Cahill       | 66' |
| Entrenador | Entrenador | Ange Postecoglou |     |

| 22         | POR        | Donis Escober    |     |
| 21         | DEF        | Brayan Beckeles  |     |
| 23         | DEF        | Johnny Palacios  |     |
| 3          | DEF        | Maynor Figueroa  |     |
| 5          | DEF        | Ever Alvarado    |     |
| 7          | DEF        | Emilio Izaguirre | 42' |
| 20         | MED        | Jorge Claros     |     |
| 6          | MED        | Bryan Acosta     |     |
| 17         | MED        | Alberth Elis     |     |
| 12         | MED        | Romell Quioto    | 75' |
| 9          | DEL        | Anthony Lozano   |     |
| Entrenador | Entrenador | Jorge Luis Pinto |     |

| 9  | DEL | Tomi Juric   | 66' |
| 10 | DEL | Robbie Kruse | 77' |
| 14 | MED | James Troisi | 89' |

| 4  | DEF | Henry Figueroa  | 42' 73' |
| 10 | MED | Mario Martínez  | 73'     |
| 11 | DEL | Eddie Hernández | 75'     |

| Anotado         | 54' | Mile Jedinak | 1–0 |
| Anotado · Penal | 72' | Mile Jedinak | 2–0 |
| Anotado · Penal | 85' | Mile Jedinak | 3–0 |

| Anotado | 90'+3 | Maynor Figueroa | 3–1 |

| Amonestado | 2'    | Mathew Jurman   |
| Amonestado | 45'+2 | Aaron Mooy      |
| Amonestado | 81'   | Mathew Leckie   |
| Amonestado | 88'   | Trent Sainsbury |

| Amonestado | 19' | Maynor Figueroa |
| Amonestado | 57' | Jorge Claros    |
| Amonestado | 84' | Johnny Palacios |

| Árbitro             | Néstor Pitana      |
| Árbitros asistentes | Hernán Maidana     |
| Árbitros asistentes | Juan Pablo Belatti |
| Cuarto árbitro      | Patricio Loustau   |

| 1          | POR        | Mathew Ryan      |     |
| 8          | DEF        | Bailey Wright    |     |
| 20         | DEF        | Trent Sainsbury  |     |
| 6          | DEF        | Matthew Jurman   |     |
| 15         | MED        | Mile Jedinak     |     |
| 5          | MED        | Mark Milligan    | 89' |
| 13         | MED        | Aaron Mooy       |     |
| 23         | MED        | Tom Rogic        | 77' |
| 7          | MED        | Mathew Leckie    |     |
| 16         | MED        | Aziz Behich      |     |
| 4          | DEL        | Tim Cahill       | 66' |
| Entrenador | Entrenador | Ange Postecoglou |     |

| 22         | POR        | Donis Escober    |     |
| 21         | DEF        | Brayan Beckeles  |     |
| 23         | DEF        | Johnny Palacios  |     |
| 3          | DEF        | Maynor Figueroa  |     |
| 5          | DEF        | Ever Alvarado    |     |
| 7          | DEF        | Emilio Izaguirre | 42' |
| 20         | MED        | Jorge Claros     |     |
| 6          | MED        | Bryan Acosta     |     |
| 17         | MED        | Alberth Elis     |     |
| 12         | MED        | Romell Quioto    | 75' |
| 9          | DEL        | Anthony Lozano   |     |
| Entrenador | Entrenador | Jorge Luis Pinto |     |

| 9  | DEL | Tomi Juric   | 66' |
| 10 | DEL | Robbie Kruse | 77' |
| 14 | MED | James Troisi | 89' |

| 4  | DEF | Henry Figueroa  | 42' 73' |
| 10 | MED | Mario Martínez  | 73'     |
| 11 | DEL | Eddie Hernández | 75'     |

| Anotado         | 54' | Mile Jedinak | 1–0 |
| Anotado · Penal | 72' | Mile Jedinak | 2–0 |
| Anotado · Penal | 85' | Mile Jedinak | 3–0 |

| Anotado | 90'+3 | Maynor Figueroa | 3–1 |

| Amonestado | 2'    | Mathew Jurman   |
| Amonestado | 45'+2 | Aaron Mooy      |
| Amonestado | 81'   | Mathew Leckie   |
| Amonestado | 88'   | Trent Sainsbury |

| Amonestado | 19' | Maynor Figueroa |
| Amonestado | 57' | Jorge Claros    |
| Amonestado | 84' | Johnny Palacios |

| Árbitro             | Néstor Pitana      |
| Árbitros asistentes | Hernán Maidana     |
| Árbitros asistentes | Juan Pablo Belatti |
| Cuarto árbitro      | Patricio Loustau   |

## Clasificado
| Australia                      |
| Copa Mundial de Fútbol de 2018 |
| 5.ta participación             |